# Prospalta multicolor
Prospalta multicolor là một loài bướm đêm trong họ Noctuidae.